# Rybí loučky
Rybí loučky je přírodní rezervace v Jizerských horách, v katastrálním území Jizerka obce Kořenov v okrese Jablonec nad Nisou. Chráněné území se rozkládá v pánvi při severovýchodním úpatí Pytláckých kamenů, necelé tři kilometry severně od osady Jizerka, v prostoru mezi Středním jizerským hřebenem a říčkou Jizerou. Oblast spravuje AOPK ČR Správa CHKO Jizerské hory.
Důvodem ochrany je zachování porostů, květeny a rašelinišť.